# Heure (Berkelland)
Heure is een buurtschap in de Nederlandse gemeente Berkelland in de provincie Gelderland. Tot 1 januari 2005 behoorde het tot de gemeente Borculo. Het ligt even ten westen van Borculo.
In de buurtschap staat langs de openbare weg op landgoed Beekvliet de dikste geregistreerde fladderiep van Nederland. De stam had in 2014 een omtrek van 600 cm. De lengte bedroeg 25,20 meter. De boom is rond 1835 geplant. In Heure was van 2009-2012 een proefopstelling in bedrijf van een microalgenkwekerij.

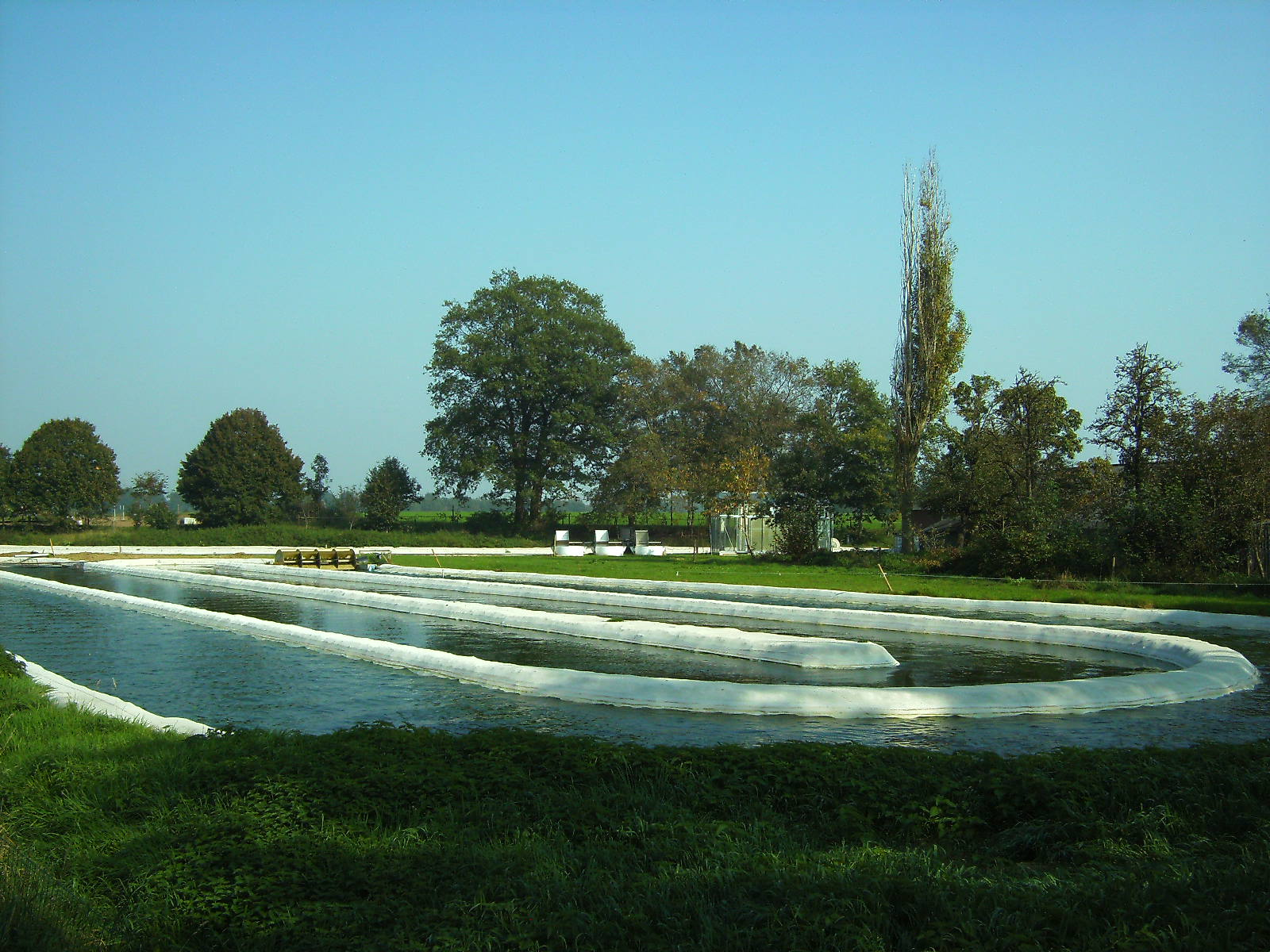
Algenkwekerij
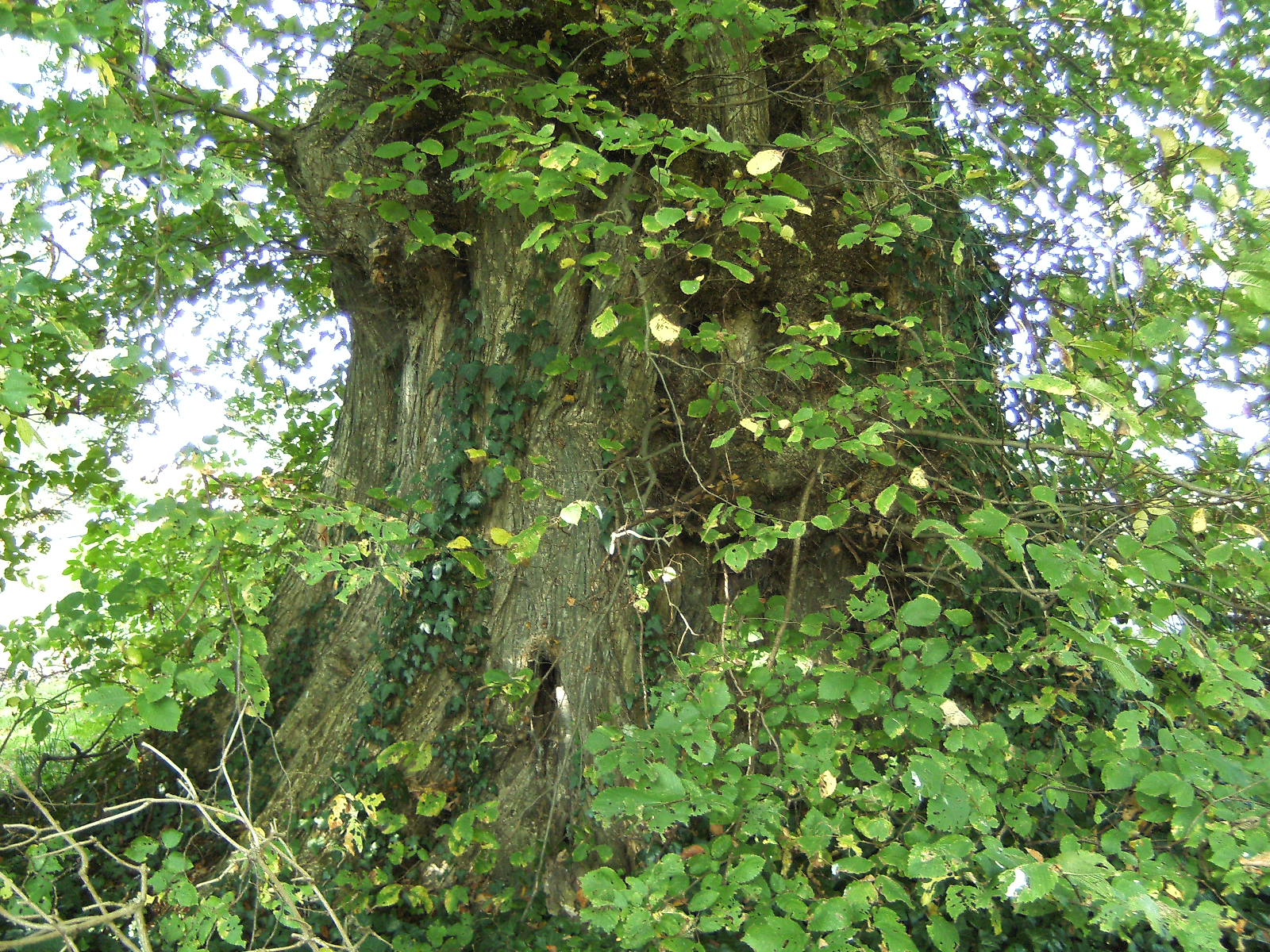
Stam van de fladderiep

Hoofdplaats: Borculo       Dorpen: Beltrum · Eibergen · Geesteren · Gelselaar · Haarlo · Neede · Noordijk · Rekken · Rietmolen · Ruurlo

Buurtschappen: Avest · Brammelerbroek · Brinkmanshoek · Broeke · De Bruil · Dijkhoek · De Haar · Heure · Heurne (deels) · Holterhoek · Hoonte · De Horst · Hupsel · Kisveld · Kulsdom · Leo-Stichting · Lintvelde · Lochuizen · Loo · Mallem · Nederbiel · Noordijkerveld · Olden Eibergen · Oosterveld · Overbiel · Respelhoek · Ruwenhof · Schependom · Spilbroek · Veldhoek (deels) · Waterhoek · Zwilbroek

Voormalige gemeenten: Beltrum · Borculo · Eibergen · Geesteren · Neede · Ruurlo